# 스티브 비슬리

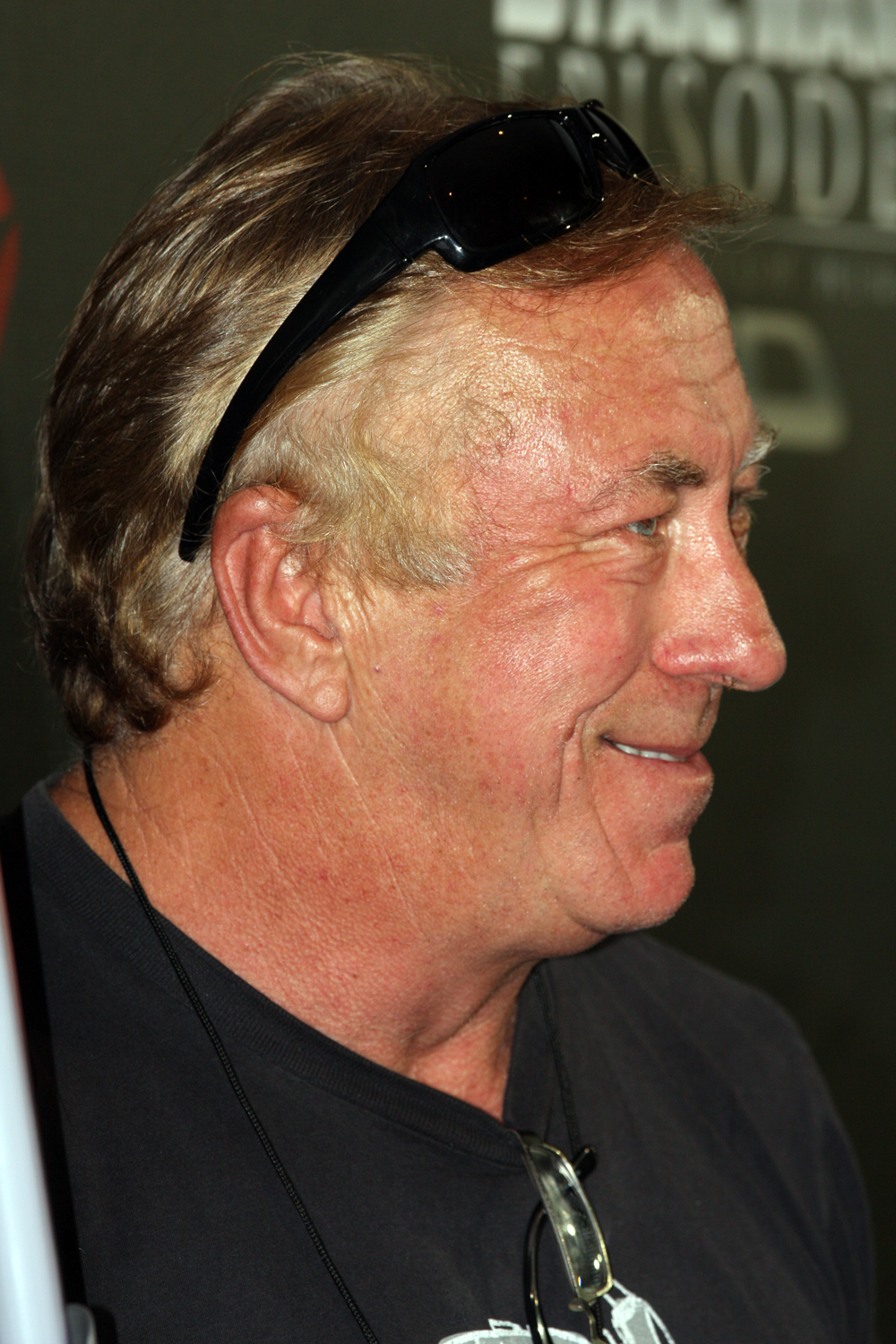

스티브 비슬리(Steve Bisley, 1951년 12월 26일 ~ )는 오스트레일리아의 배우, 영화배우, 자서전 작가, 텔레비전 배우이다.

## 영화
- 보어 살인 멧돼지 (2018년)
- 매드니스 오브 맥스 (2015년)
- 웨딩 파티 (2010년)
- 레드 힐 (2010년)
- 뷰 프럼 그린헤이븐 (2008년)
- 헐리웃과 맞장뜨기: 호주 B무비의 세계 (2008년)
- 오버 더 힐 (1992년)
- 더 빅 스틸 (1990년)
- 명예로운 전장 (1982년)
- 필사의 사투 (1980년)
- 매드 맥스 (1979년) - 짐 구즈 역
- 썸머 시티 (1977년)